# Museu Tiskiwin
O Museu Tiskiwin, também conhecido como Museu Bert Flint e Casa Bert Flint (em francês: Maison Bert Flint), é um museu dedicado ao artesanato marroquino situado na almedina de Marraquexe, junto ao Palácio da Bahia. Está instalado num riade de estilo mourisco construído no início do século XX e que é desde há várias décadas a residência de Bert Flint historiador de arte e antropólogo holandês apaixonado por Marrocos. Foi inaugurado em 1996.
O museu expõe as coleções de artesanato marroquino, principalmente berbere, proveniente sobretudo da região região sariana e também do vale do Suz, que Bert Flint juntou ao longo de mais de 50 anos. Entre os objetos há instrumentos musicais, vestuário, joais, móveis, tapetes, velhos utensílios e arte berbere.